# Francisco Antônio de Almeida e Albuquerque
Francisco Antônio de Almeida e Albuquerque (Paraíba, ? — João Pessoa, maio de 1856) foi um político brasileiro.
Foi 2º vice-presidente da província da Paraíba, tendo assumido a presidência interinamente de 8 de maio a 3 de julho de 1851. Era irmão de Frederico de Almeida e Albuquerque, que viria a ser senador pela província da Paraíba, e pai de Antônio Carlos de Almeida e Albuquerque, que representou a dita província na Assembleia Geral.
Era senhor do engenho Boa Vista, em Mamanguape, Paraíba.